# Вирџинија Е. Џонсон
Вирџинија Ешелман Џонсон (енгл. Virginia Eshelman Johnson; Спрингфилд, 11. фебруар 1925 — Сент Луис, 24. јул 2013) је бивши амерички психолог, најпознатија као млађи члан Мастерс и Џонсон истраживачког тима о сексуалности. Заједно с Вилијам Х. Мастерсом, ушла је у истраживање о природи људских сексуалних реакција, као и дијагнози и лечењу сексуалних поремећаја и дисфункција од 1957. све то 1990-их година.

## Биографија
Џонсонова је ћерка Хари Хершел Ешелмана и Едне Ешелман, рођена у Спрингфилду, Мисури. Џонсонова упознаје Мастерса 1957. када ју је запослио као асистента, па је преузела обимне студије о људској сексуалности. Развела се од свог првог мужа 1956. године, с којим је имала двоје деце, Скота Форстрела и Лису Еванс. Удала се за Мастерса 1971, али развод наступа 1992. године.